# 贺陵生
贺陵生（1948年5月—2020年5月12日），男，湖北松滋人，中国武警大校。中国人民武装警察部队特种警察学院原副院长，中国探险协会副主席，八路军研究会常务理事。

## 生平
1948年5月（一说12月）出生。他的父亲贺炳炎是中国人民解放军开国上将。贺陵生于1967年参军，历任中国人民武装警察部队直属支队副支队长，司令部警务处、技术装备处参谋（正团职）。1995年，任武警特种警察学校副校长。2001年，任武警特种警察学院副院长。2003年退休。2016年出镜央视《开学第一课》，讲述父亲贺炳炎的长征故事。2018年参与创立航源同创(北京)科技有限公司，担任董事长，致力于军民融合工作。
2020年5月12日9时28分在北京逝世。